# Scissor (vissengeslacht)
Scissor is een monotypisch geslacht van straalvinnige vissen uit de familie van de karperzalmen (Characidae).

## Soort
- Scissor macrocephalus Günther, 1864